# 유스티나 코발치크
유스티나 마리아 코발치크테키엘리(폴란드어: Justyna Maria Kowalczyk-Tekieli, 폴란드어 발음: [jusˈtɨna kɔˈvalt͡ʂɨk tɛˈkjɛli], 1983년 1월 19일~)는 폴란드의 크로스컨트리 스키 선수이다. 2006년 동계 올림픽에서 여자 30km 클래식 동메달을 획득하며 폴란드 최초의 올림픽 크로스컨트리 메달을 획득한 선수가 되었으며, 2010년과 2014년 동계 올림픽에서 금메달을 획득했다. 또한 세계 선수권 대회에서 금메달 2개, 은메달과 동메달을 3개씩 획득했으며, 크로스컨트리 스키 월드컵에서 종합 우승을 4회 차지했으며 2008–09 월드컵에서 첫 종합 우승을 달성하며 폴란드 최초로 크로스컨트리 월드컵 종합 우승을 달성한 선수가 되었다. 그리고 투르 드 스키를 4회 연속으로 우승한 유일한 선수로 핀란드의 마리오 마티카이넨과 함께 3회 우승을 달성한 단 2명의 선수 중 하나이다.

## 성적

### 올림픽
| 년도   | 개최지          | 스프린트 프리스타일 | 스프린트 클래식 | 10km 프리스타일 | 10km 클래식 | 15km 추적 | 30km 집단출발 | 릴레이 |
| ------ | --------------- | ------------------- | --------------- | --------------- | ----------- | --------- | ------------- | ------ |
| 2006년 | 이탈리아 토리노 | 44위                | -               | -               | DNF         | 8위       | 동            | -      |
| 2010년 | 캐나다 밴쿠버   | -                   | 은              | 5위             | -           | 동        | 금            | -      |
| 2014년 | 러시아 소치     | -                   | -               | -               | 금          | 6위       |               |        |